# Depressão melancólica
A depressão melancólica, ou depressão com características melancólicas, é um subtipo da depressão clínica no DSM-IV e DSM-5.

## Sinais e sintomas
Pelo menos um dos seguintes sintomas:
- Anedonia (incapacidade de sentir prazer em coisas positivas)
- Falta de reatividade do humor (ou seja, o humor não melhora em resposta a eventos positivos)

E pelo menos três dos seguintes:
- Depressão que é subjetivamente diferente de tristeza ou luto
- Grave perda de peso ou perda de apetite
- Agitação ou retardo psicomotor
- Despertar mais cedo
- Culpa excessiva
- Humor pior pela manhã

As características melancólicas aplicam-se a um episódio de depressão que ocorre como parte do transtorno depressivo maior ou do transtorno bipolar I ou II.

## Causas
Acredita-se que as causas do transtorno depressivo características melancólicas sejam principalmente biológicas; alguns podem ter herdado o distúrbio dos seus pais. Às vezes, situações estressantes podem desencadear episódios de depressão melancólica, embora esta seja uma causa contribuinte ao invés de uma causa necessária ou suficiente. Acredita-se que as pessoas com sintomas psicóticos sejam mais suscetíveis a este transtorno. É frequente na velhice e muitas vezes despercebido por alguns médicos que percebem os sintomas como parte de uma demência. O transtorno depressivo maior, melancólico ou não, é uma condição distintaa que pode ser comórbida com demência em idosos.

## Tratamento
A depressão melancólica é frequentemente considerada uma forma de depressão de base biológica e particularmente grave. O tratamento envolve antidepressivos, eletroconvulsoterapia ou outros tratamentos com suporte empírico, como terapia cognitivo-comportamental e terapia interpessoal para a depressão. Uma análise de 2008 de um grande estudo de pacientes com depressão maior unipolar encontrou uma taxa de 23,5% para características melancólicas. Foi a primeira forma de depressão amplamente estudada, e muitas das primeiras listas de verificação de sintomas para depressão refletem isso.

## Incidência
Verificou-se que a incidência de depressão melancólica aumenta quando a temperatura e/ou a luz solar estão baixas. De acordo com o DSM-IV, o especificador com "características melancólicas" pode ser aplicado apenas aos seguintes trantornos:
1. Episódio depressivo maior, episódio único
2. Episódio depressivo maior, episódio recorrente
3. Transtorno bipolar I, episódio depressivo mais recente
4. Transtorno bipolar II, episódio depressivo mais recente